# Heribert Reitz
Heribert Reitz (* 1. Juni 1930 in Offheim, heute Stadtteil von Limburg an der Lahn; † 11. März 2018 ebenda) war ein deutscher Politiker (SPD) und Staatsminister in mehreren hessischen Landesregierungen.

## Leben und Beruf
Nach dem Abitur im Jahr 1951 trat Reitz in den gehobenen Dienst der Deutschen Bundespost ein und war dort bis 1971 tätig, zuletzt als Postoberinspektor. Neben seinem Ministeramt war er später Aufsichtsratsvorsitzender der Flughafen AG Frankfurt am Main. Reitz verbrachte seine gesamte private Lebenszeit im Limburger Stadtteil Offheim.

## Partei
Reitz schloss sich 1957 der SPD an, wurde 1976 stellvertretender Vorsitzender des SPD-Bezirks Hessen-Süd und gleichzeitig Mitglied im Landesvorstand der SPD Hessen.

## Abgeordneter
Reitz war seit 1960 Ratsmitglied der Gemeinde Offheim und wurde 1968 in den Kreistag des Kreises Limburg gewählt. Im Zuge der Gebietsreform wurde er 1974 Ratsmitglied der Stadt Limburg und Kreistagsmitglied des Landkreises Limburg-Weilburg. Er gehörte dem Hessischen Landtag von 1962 bis 1991 an, war dort von 1968 bis 1970 Vorsitzender des Haushaltsausschusses und von 1970 bis 1972 Vorsitzender der SPD-Fraktion.

## Regierungsämter
Reitz wurde am 11. April 1972 als hessischer Finanzminister in die von Ministerpräsident Albert Osswald geführte Landesregierung berufen. Er blieb auch in der von Ministerpräsident Holger Börner geleiteten Folgeregierung im Amt. Nach dem Bruch der sozial-liberalen Koalition übernahm er am 28. September 1982 zusätzlich die kommissarische Leitung des Ministeriums für Wirtschaft und Technik. Da Reitz eine Zusammenarbeit mit den Grünen strikt ablehnte, schied er am 3. Juli 1984 auf eigenen Wunsch aus der Regierung aus.

### Kabinette
Reitz war Mitglied folgender Kabinette
- Kabinett Osswald II (1972–1974)
- Kabinett Osswald III (1974–1976)
- Kabinett Börner I (1976–1978)
- Kabinett Börner II (1978–1984)

## Ehrungen
- 1980: Großes Verdienstkreuz der Bundesrepublik Deutschland
- 1990: Wilhelm-Leuschner-Medaille
- 2000: Hessischer Verdienstorden